# Glewitz
Glewitz – gmina w Niemczech, wchodząca w skład urzędu Franzburg-Richtenberg w powiecie Vorpommern-Rügen, w kraju związkowym Meklemburgia-Pomorze Przednie.

## Toponimia
Nazwa pochodzenia słowiańskiego, od słowa glowa „głowa”. Tłumaczona na język polski jako Głowice.